# Viciria praemandibularis
Viciria praemandibularis là một loài nhện trong họ Salticidae.
Loài này thuộc chi Viciria. Viciria praemandibularis được Hasselt miêu tả năm 1893.

## Hình ảnh